# Juan Manuel Castro Prieto
Juan Manuel Castro Prieto (Madrid, 1958) es un fotógrafo español.

## Estudios y trabajo
Licenciado en Ciencias Económicas por la Universidad de Alcalá de Henares (1980). Es miembro de la Agencia Vu desde el año 2000.

## Trayectoria
En 1990 viaja a Cuzco, Perú, junto a Juan Manuel Díaz Burgos para positivar los negativos de Martín Chambi. Allí comienza su trabajo personal Perú, Viaje al Sol que continuará con otros viajes a Perú.
En 1992 es seleccionado para la exposición “Open Spain, Documentary Photography” que itinerará por EE. UU. y España y participa en la exposición “En Avión” en el Palais de Tokio, París.
En 1993 expone en la Casa Cabrera de Cuzco y en el Instituto Gaudí de Lima. 
En 1995 participa en la exposición “Fotografía Española, un paseo por los 90” y en la exposición “El Perú de Mario Vargas Llosa”. Homenaje a Vargas Llosa, Alcalá de Henares (itinerante).
En 1998 publica el libro Juan Manuel Castro Prieto en la colección Biblioteca de fotógrafos madrileños, texto de Publio López Mondéjar. Participa en el proyecto “Visión Mediterránea” comisariada por Paco Salinas y Juan Manuel Díaz Burgos. Viaja a La Habana para positivar la exposición “100 años de fotografía en Cuba” con Juan Manuel Díaz y Paco Salinas.
En 1999 participa en la exposición “150 años de fotografía española”. Comisariada por Publio López Mondéjar. 
En 2001 se inaugura su exposición “Perú, Viaje al sol”, comisariada por Alejandro Castellote
Se publica su libro “Perú, Viaje al sol”, Editorial Lunwerg, con textos de Alejandro Castellote y Lola Garrido. Recibe el premio César Vallejo por su trabajo en Perú.
En 2002 expone “Perú, Viaje al Sol” en la  Galería VU. París y en la  Sala Las Claras. Murcia.
Recibe el Premio Bartolomé Ros a su trayectoria fotográfica en la edición de PHotoEspaña de ese año. Viaja con Paco Gómez a Pachuca, México, a positivar la exposición del archivo Casasola, comisariada por Pablo Ortiz Monasterio. La Fundación Colectania adquiere parte de su obra. 
En 2003 aparece su libro “Peru, chemins perdus”, edición francesa de su libro “Perú, Viaje al Sol”. Obtiene el Premio de Fotografía de la Comunidad de Madrid.
En 2005 participa en la exposición ”Ten views. Contemporary Spanish Photography” en el Tokio Metropolitan Museum of Photography, comisariada por Publio López Mondéjar. La revista alemana Mare le encarga un reportaje sobre el Culto Cargo en La isla Tanna en el Pacífico sur.
En 2006 Publicación del libro "La Seda Rota" con el escritor Andrés Trapiello. Participa en el proyecto “Visiones de Marruecos” comisariado por Publio López Mondéjar. Para ello viaja a Marruecos y realiza el trabajo que recogen la exposición y el libro publicado al respecto. 
En 2007 expone "Esperando al Cargo" en la Sala José Saramago de Leganés. Expone en el Musée D’Orsay. París. Publica el libro "Juan Manuel Castro Prieto" como parte de la Colección PhotoBolsillo, cuidadas monografías de los fotógrafos españoles más importantes.
En 2015 es galardonado con el Premio Nacional de Fotografía, concedido por el Ministerio de Educación, Cultura y Deporte del Gobierno de España.

## Libros
- “Perú, Viaje al sol”, Editorial Lunwerg, con textos de Alejandro Castellote y Lola Garrido.
- "Juan Manuel Castro Prieto" Ed. Cajamdrid. Texto de Publio López Mondéjar
- “Extraños”, Editorial Lunwerg, con texto de Pablo Ortiz Monasterio.
- “Cuenca en la mirada”  Edición de la  Diputación Provincial de Cuenca y Editorial Lunwerg, con texto de Andrés Trapiello.
- "La Seda Rota" con el escritor Andrés Trapiello.
- "Juan Manuel Castro Prieto". Ed. La Fábrica Editorial. Madrid 2007. ISBN/ISSN: 978-84-96466-60-4
- "Etiopía". Ed. Lunwerg, texto de Christian Caujolle y Alejandro Castellote
- "Albarracín, cuando vuelva a tu lado. Ed Blume. Texto de Antonio Ansón
- "Edén". Ed. Cetavoir. Texto de Christian Caujolle
- "Perú, Chambi-Castro Prieto". Ed. La Fábrica. Texto de Alejandro Castellote
- "Mota de polvo". Ed. Lucam. Texto de Andrés Trapiello
- "Cuenca en la mirada". Ed Lunwerg. Texto de Andrés Trapiello
- "Bodas de sangre", Ed. La Fábrica. Texto Federico García Lorca
- "Cespedosa". Ed. Auth'Spirit. Textos de Chema Conesa, Publio López Mondejar y Vicenta Hernández